# Paringa
Paringa – miasto w Australii, w stanie Australia Południowa.